# Crystle Stewartová
Crystle Danae Stewartová (nepřechýleně: Stewart, * 20. září 1981, Houston, USA) je Miss USA 2008 pocházející z texaského Houstonu. V roce 2020 se stala celostátní ředitelkou Miss USA a Miss Teen USA.

## Kariéra

### Soutěž Miss Texas USA
Soutěže se zúčastnila poprvé již v roce 2002, kdy se dostala do semifinále. Následně se zúčastnila v letech 2003 (semifinále), 2005 (3. vicemiss), 2006 a 2007 (1. vicemiss). Dne 1. července 2007 byla zvolena Miss Texas USA 2008, kde porazila 121 konkurentek. Stala se teprve druhou Afroameričankou, která získala titul Miss Texas USA (první byla Chelsea Smithová, která se později stala také Miss USA a následně dokonce Miss Universe).

### Soutěž Miss USA
Dne 11. dubna 2008 vyhrála Miss USA. Pokořila tak ostatních 50 soutěžících krásek ze států USA. Stala se tak devátou dívkou z Texasu, které se to podařilo.

### Soutěž Miss Universe
Svou zemi 14. července 2008 reprezentovala na finále soutěže Miss Universe ve Vietnamu.
Během celé soutěže Miss Universe byla považována za jednu z hlavních favoritek. Spolu s dívkami z Venezuely (pozdější vítězka), Mexika (top 5) a Portorika (neumístila se). Osudnou se pro ni stala přehlídka večerních šatů při finále soutěže. Stejně jako Miss USA 2007 Rachel Smithová upadla, což znamenalo konec nadějí na výhru. Skončila na osmém místě.